# アルティメット・コレクション ライヴ・ベスト
『アルティメット・コレクション ライヴ・ベスト』 (THE ULTIMATE COLLECTION: RECORDED LIVE) とはアメリカのビッグ・バンド、ブライアン・セッツァー・オーケストラが2004年にリリースしたライブ・アルバム。

## 解説
2枚組みのアルバムで、ディスク1は1995年のモントリオールのジャズ・フェスティヴァルに出演した時の模様を収録し、ディスク2は2001年にリリースされた「ジャンピン・イースト・オブ・ジャワ〜ライヴ・イン・ジャパン」のリニューアル盤である。

## 収録曲
- ディスク1の16.、ディスク2の5.6.9.13.は日本盤ボーナス・トラック

### ディスク1
1. イントロ - Intro
2. ジェームス・ボンドのテーマ - James Bond Theme
3. フードゥー・ヴードゥー・ドール - Hoodoo Voodoo Doll
4. グッド・ロッキン・ダディ - Good Rockin' Daddy
5. ユア・トゥルー・ラヴ - Your True Love
6. マイ・ベイビー・オンリー・ケアーズ・フォー・ミー - My Baby Only Cares For Me
7. ブランド・ニュー・キャデラック - Brand New Cadillac
8. シッティン・オン・イット - Sittin' On It
9. ゴースト・レディオ - Ghost Radio
10. (エヴリタイム・アイ・ヒア)ザット・メロウ・サキソフォン - (Everytime I Hear)That Melllow Saxophone
11. ランブル・イン・ブライトン - Rumble In Brighton
12. ルート66 - Route 66
13. ロックタウンは恋の街 - Rock This Town
14. アズ・ロング・アズ・アイム・シンギン - As Long As I'm Singin'
15. ホンキー・トンク - Honky Tonk
16. 気取りやキャット (日本盤ボーナス・トラック) - Stray Cat Strut

### ディスク2
1. ハワイ・ファイヴ・オー - Hawaii Five-O
2. ジス・キャッツ・オン・ア・ホット・ティン・ルーフ - This Cat's On A Hot Tin Roof
3. ダーティ・ブギ - The Dirty Boogie
4. ジャンピン・イースト・オブ・ジャワ - Jumpin' East Of Java
5. フットルース・ドール - The Footloose Doll
6. グロリア - Gloria
7. ドライヴ・ライク・ライトニング(クラッシュ・ライク・サンダー) - Drive Like Lightning(Crash Like Thunder)
8. キャラヴァン - Caravan
9. アメリカーノ - Americano
10. 涙のリトル・ガール - I Won't Stand In Your Way
11. ミステリー・トレイン - Mystery Train
12. ジーン・アンド・エディ - Gene & Eddie
13. ランブル・イン・ブライトン - Rumble In Brighton
14. スリープウォーク - Sleepwalk
15. 気取りやキャット - Stray Cat Strut
16. ジャンプ・ジャイヴ・アン・ウェイル - Jump Jive An' Wail
17. ペンシルヴェニア 6-5000 - Pennsylvania 6-5000
18. ゲッティン・イン・ザ・ムード - Gettin' In The Mood
19. ゲット・ミー・トゥ・ザ・チャーチ・オン・タイム - Get Me To The Church On Time
20. ロックタウンは恋の街 - Rock This Town